# 등줄숭어
등줄숭어는 숭어과에 속하며 학명은 Liza carinata이다. 몸길이는 45cm 가량이고 숭어와 비슷하지만 등지느러미가 지붕 모양을 이루고 있는 것이 특징이다. 봄에 산란한다. 한국 남부, 일본·대만·인도양·홍해에 분포한다.